# Du lịch Campuchia

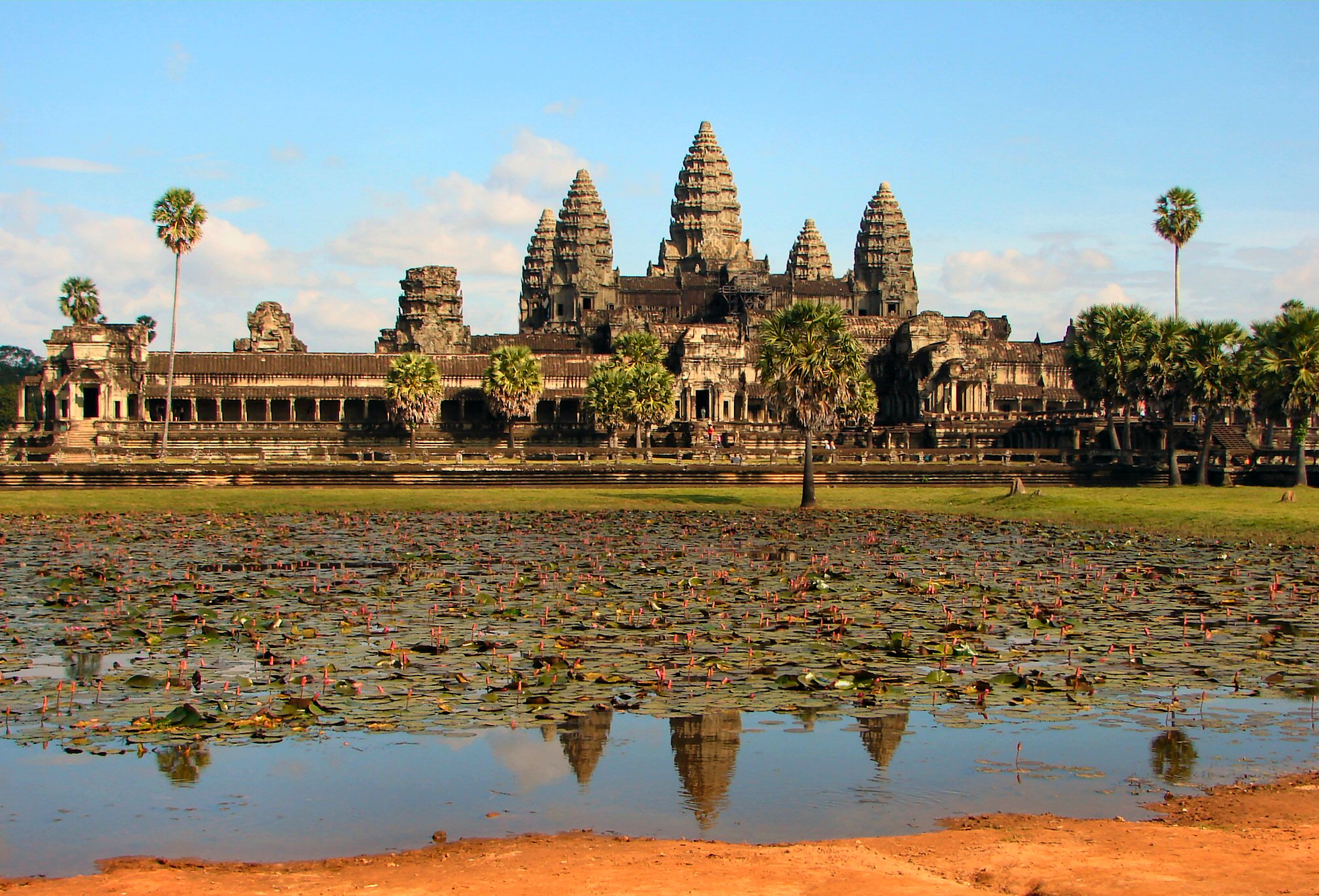
Hàng năm, hơn 1 triệu lượt khách du lịch ghé thăm Angkor Wat ở Xiêm Riệp, Campuchia.

Du lịch ở Campuchia là một trong những ngành kinh tế mũi nhọn. Năm 2013, lượng khách ghé thăm quốc gia này tăng 17.5 phần trăm một năm, trong đó lượt du khách tới đây với mục đích kinh doanh chiếm 47 phần trăm.

## Thống kê

### Số liệu hàng năm

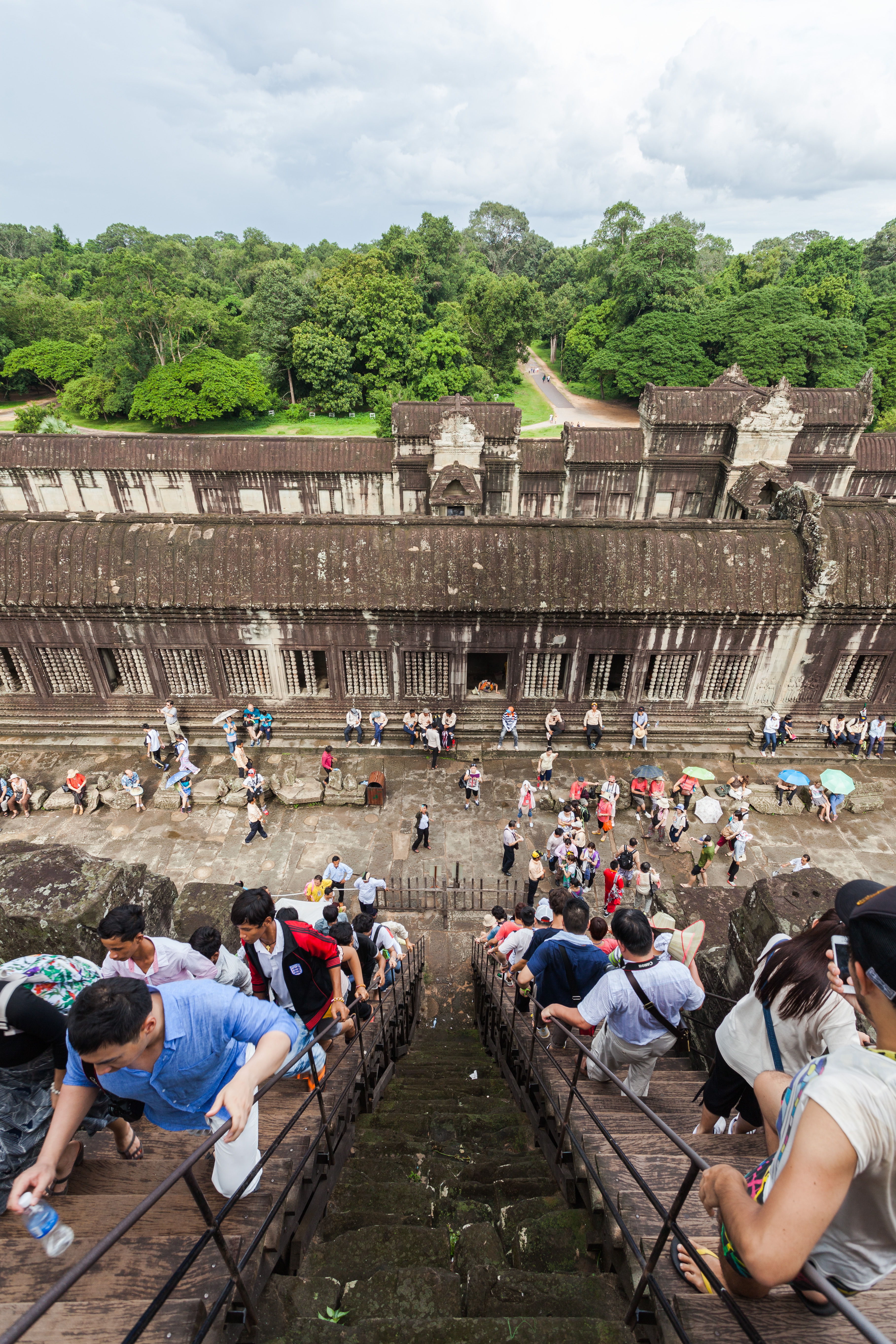
Du khách đến thăm đền Angkor Wat.

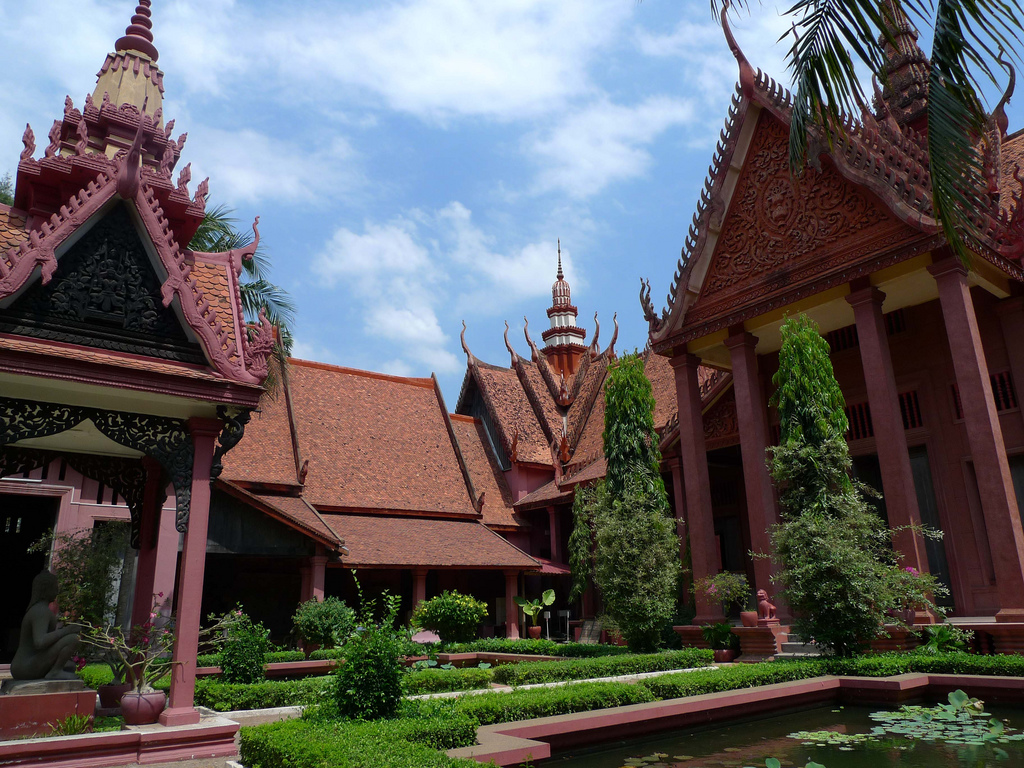
Bảo tàng quốc gia, Phnôm Pênh

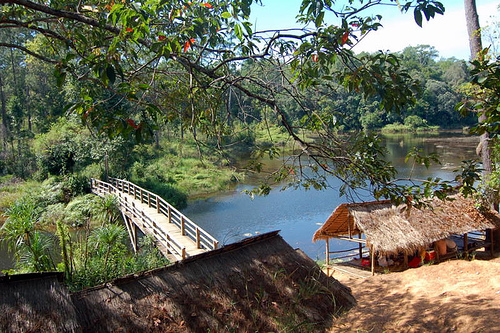
Vườn quốc gia Kirirom

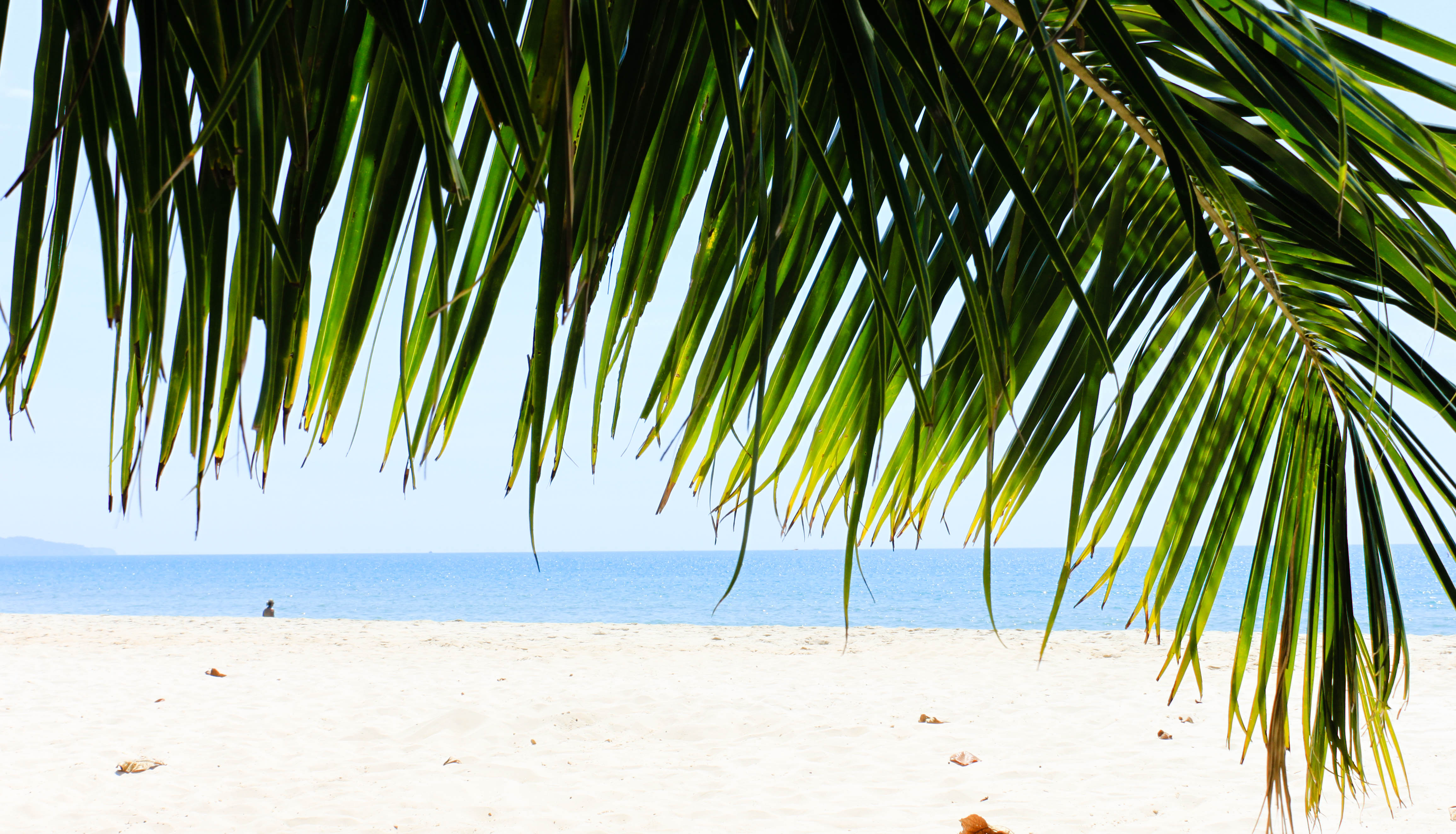
Bãi biển ở Sihanoukville

| Năm  | Lượt khách đến | Thay đổi | Tham khảo |
| ---- | -------------- | -------- | --------- |
| 2015 | 4.775.231      | 6,1%     | [ 2 ]     |
| 2014 | 4.502.775      | 7,0%     | [ 3 ]     |
| 2013 | 4.210.165      | 17,5%    | [ 4 ]     |
| 2012 | 3.584.307      | 24,4%    | [ 5 ]     |
| 2011 | 2.881.862      | 14,9%    | [ 6 ]     |
| 2010 | 2.508.289      | 16,0%    | [ 7 ]     |
| 2009 | 2.161.577      | 1,7%     | [ 8 ]     |
| 2008 | 2.125.465      | 1,5%     | [ 9 ]     |
| 2007 | 2.015.128      | 18,5%    | [ 10 ]    |
| 2006 | 1.700.041      | 19,6%    | [ 11 ]    |
| 2005 | 1.421.615      | 34,7%    | [ 12 ]    |
| 2004 | 1.055.202      | 50,5%    | [ 13 ]    |

### Xếp hạng lượt khách quốc tế đến Campuchia
| Thứ hạng | Quốc gia   | 2015      | 2014      | 2013      | 2012      | 2011      |
| -------- | ---------- | --------- | --------- | --------- | --------- | --------- |
| *        | ASEAN      | 2.097.758 | 1.918.130 | 1.831.507 | 1.514.267 | 1.101.111 |
| 1        | Việt Nam   | 987.792   | 905.801   | 854.104   | 763.136   | 614.090   |
| 2        | Trung Quốc | 694.712   | 560.335   | 463.123   | 333.894   | 247.197   |
| 3        | Lào        | 405.359   | 460.191   | 414.531   | 254.022   | 128.525   |
| 4        | Hàn Quốc   | 395.259   | 424.424   | 435.009   | 411.491   | 342.810   |
| 5        | Thái Lan   | 349.908   | 279.457   | 221.259   | 201.422   | 116.758   |
| 6        | Hoa Kỳ     | 217.510   | 191.366   | 184.964   | 173.076   | 153.953   |
| 7        | Nhật Bản   | 193.330   | 215.788   | 206.932   | 179.327   | 161.804   |
| 8        | Malaysia   | 149.389   | 144.437   | 130.704   | 116.764   | 102.929   |
| 9        | Pháp       | 145.724   | 141.052   | 131.486   | 121.175   | 117.408   |
| 10       | Úc         | 134.748   | 134.167   | 132.028   | 117.729   | 105.010   |
| 11       | Anh Quốc   | 154.265   | 133.306   | 123.919   | 110.182   | 104.052   |
| 12       | Nga        | 55.500    | 108.601   | 131.675   | 99.750    | 67.747    |

## Khẩu hiệu ngành du lịch

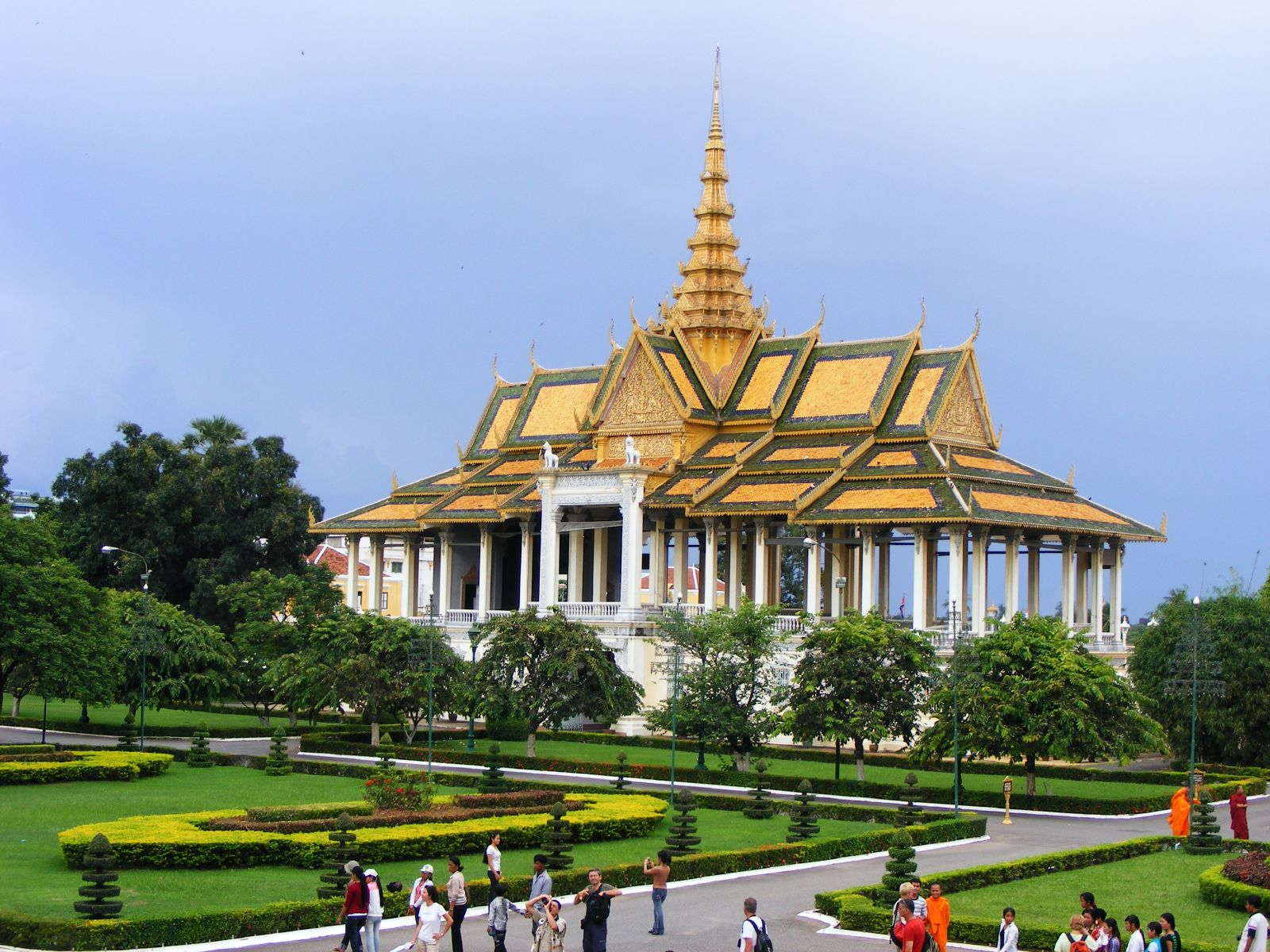
Du khách ở bên trong tổ hợp Vương cung Campuchia.

Câu khẩu hiệu du lịch chính thức để quảng bá cho Campuchia ra thế giới là "Vương quốc của những kì quan".

### Địa điểm nổi tiếng
- Angkor
- Banteay Srei
- Koh Ker
- Kratié
- Núi Tà Lơn
- Chùa Bạc
- Hồ Tonlé Sap
- Sihanoukville
- Đền Preah Vihear
- Xiêm Riệp

### Văn hóa và nghệ thuật
- Lịch sử Campuchia
- Văn hóa Campuchia
- Ẩm thực Campuchia

### Tự nhiên
- Danh sách đảo Campuchia

### Ngôn ngữ
- Tiếng Khmer

## Liên kế ngoài
- Thông tin về Campuchia Lưu trữ ngày 3 tháng 4 năm 2016 tại Wayback Machine